# Руне Ланге
Руне Ланге (норв. Rune Lange; нар. 24 червня 1977, Тромсе) — норвезький футболіст, що грав на позиції нападника.

## Клубна кар'єра
Народився 24 червня 1977 року в місті Тромсе. Вихованець футбольної школи клубу «Флоя» з рідного міста, в основі першої команди якої дебютував у 1993 році і за два сезони взяв участь у 32 матчах четвертого за рівнем дивізіону Норвегії, забивши 39 голів і у сезоні 1994 року у 17-річному віці він став найкращим бомбардиром турніру з 33 голами в 22 матчах.
У листопаді 1994 року Ланге перейшов у клуб другого за рівнем дивізіону країни «Тромсдален», де провів наступні два з половиною роки, після чого влітку 1997 року перейшов у «Тромсе». Там Ланге швидко став основним голеадором команди і у сезоні 1999 з 23 голами став найкращим бомбардиром чемпіонату.
У травні 2000 року Руне за 35 млн. крон перейшов у турецький «Трабзонспор», підписавши контракт на 3 роки. Втім у новій команді через фінансові проблеми він не отримував заробітну плату, через яку у січні 2001 року в односторонньому порядку розірвав контракт з клубом і у квітні 2001 року став гравцем бельгійського «Брюгге», незважаючи на те, що «Трабзонспор» вирішив оскаржити трансфер. До кінця сезону 2000/01 він встиг зіграти чотири гри у вищому дивізіоні Бельгії, а з наступного сезону став основним гравцем команди і відіграв за команду з Брюгге ще наступні п'ять сезонів своєї ігрової кар'єри. Більшість часу, проведеного у складі «Брюгге», був основним гравцем атакувальної ланки команди і одним з головних бомбардирів команди, маючи середню результативність на рівні 0,49 голу за гру першості. За цей час по два рази виграв національний чемпіонат і Кубок, а також чотири рази Суперкубок Бельгії.
2006 року Ланге повернувся на батьківщину і став гравцем «Волеренги», втім через травму виходив на поле дуже нерегулярно і гравця було віддано в оренду в «Тромсе», а потім в англійський «Гартлпул Юнайтед», де теж через травми на поле майже не виходив.
У вересні 2009 року нападник перейшов у клуб четвертого за рівнем дивізіону Норвегії «Квік Хальден», де і завершив ігрову кар'єру в кінці того ж року.

## Виступи за збірні
Протягом 1997—1999 років залучався до складу молодіжної збірної Норвегії. На молодіжному рівні зіграв у 19 офіційних матчах, забив 2 голи.
27 травня 2004 року провів свою єдину зустріч у складі національної збірної Норвегії в товариській грі проти Уельсу (0:0), замінивши у перерві Бенгта Сетернеса
| Дата       | Місто | Господарі | Результат | Гості | Турнір           | Голи | Примітки |
| ---------- | ----- | --------- | --------- | ----- | ---------------- | ---- | -------- |
| 27/05/2004 | Осло  | Норвегія  | 0 – 0     | Уельс | товариський матч | -    |          |
| Усього     |       | Матчів    | 1         |       | Голів            | 0    |          |

## Досягнення
- Чемпіон Бельгії (2): 2002/03, 2004/05
- Володар Кубка Бельгії (2): 2001/02, 2003/04
- Володар Суперкубка Бельгії (4): 2002, 2003, 2004, 2005